# Imam Sahib
Imam Sahib är en distriktshuvudort i Afghanistan. Den ligger i distriktet Imam Sahib, i provinsen Kunduz, i den nordöstra delen av landet, 300 kilometer norr om huvudstaden Kabul. Imam Sahib ligger 358 meter över havet och antalet invånare är 9 659.